# ITF Futures
ITF Futures — цикл международных мужских профессиональных теннисных турниров, проводимых Международной федерацией тенниса (ITF). Турниры Futures проводятся с 1998 года и представляют собой низшую, «ученическую» ступень международных профессиональных турниров. Рейтинг, набираемый в этих турнирах, служит критерием допуска к участию в турнирах следующих уровней — ATP Challenger, а затем в турнирах ATP-тура.

## История
Турниры ITF Futures впервые были внесены в календарь международных теннисных соревнований в 1998 году. В этом году были проведены 212 турниров этого уровня с общим призовым фондом 2 миллиона 635 тысяч долларов. Турниры Futures заменили 65 процентов от числа турниров прежнего цикла ITF, ITF Satellites. При этом турниры ITF Satellites проводились в постепенно снижаемом объёме вплоть до 2006 года.
Первый турнир Futures прошёл в Индии. Его победителем стал Вадим Куценко из Узбекистана. К концу 2002 года число турниров Futures достигло 300, а призовой фонд вырос до 3 миллионов 675 тысяч долларов. В этом году в турнирах циклов Futures и Satellites в общей сложности было 41 766 мест в квалификационной и основной сетке, или в среднем по 835 мест в неделю. В 2004 году число турниров возросло до 356, с призовым фондом, составлявшим 4 миллиона 150 тысяч долларов. Больше 300 из этих турниров игрались на открытых кортах, относительно равномерно распределяясь между грунтовыми и хардовыми. Только четыре из этих турниров игрались на искусственном покрытии и два — на траве.
В 2010 году были опубликованы данные, согласно которым каждый активный теннисист, входящий в рейтинг-лист Ассоциации теннисистов-профессионалов (АТР), в прошлом участвовал в турнирах Futures или в предшествовавших им Satellites.

## Структура и правила
Правила предусматривают проведение турниров Futures сериями по два подряд (с призовым фондом в каждом 15 тысяч долларов) или по три подряд (с призовым фондом по 10 тысяч долларов в каждом). В целом в рамках тура проводится свыше 400 однонедельных турниров в более чем 60 странах мира. В слаборазвитых странах проведение турниров ITF спонсируется из специального Фонда развития Большого шлема (англ. Grand Slam Development Fund, GSDF). Это позволяет игрокам из таких стран участвовать в международных турнирах в своём регионе.
К участию в турнирах допускаются как теннисисты-профессионалы, так и любители. Любители имеют право на компенсацию расходов на дорогу и проживание со стороны организаторов. Участие в основной сетке турниров бесплатное, вступительный взнос за участие в отборах не должен превышать 40 долларов. В турнирах ITF Futures действует система посева, при которой игроки с наивысшим рейтингом среди участников (международным или национальным) проходят жеребьёвку с тем, чтобы не встретиться между собой уже на ранних этапах.
За исключением турниров в помещениях, игры в основной сетке турниров Futures начинаются не позже вторника и заканчиваются не позже воскресенья. Игрок не может участвовать больше чем в одном турнире за неделю. В периоды, когда проходят турниры Большого шлема и турниры АТР, продолжающиеся больше одной недели, игрок может участвовать в турнире Futures (а также Challenger), проходящем параллельно с ними, при условии, что он выбыл из борьбы в турнире более высокого ранга до крайнего срока подачи заявок на участие в турнире более низкого ранга.
Основная сетка турниров Futures рассчитана на 32 участника в одиночном разряде и 16 пар. Матчи играются до победы в двух сетах. В каждом сете в одиночном разряде допускается тай-брейк про счёте 6-6 по геймам. При счёте 1-1 по сетам в парном разряде играется третий сет, представляющий собой супертай-брейк, в котором побеждает пара, первым набравшая 10 очков.

### Система начисления рейтинговых очков и призовых в 2010 году
| Призовой фонд | 10,000  | 10,000+H1 / 15,000 | 15,000+H |
| ------------- | ------- | ------------------ | -------- |
| Победа        | 18 (18) | 27 (27)            | 35 (35)  |
| Финал         | 10 (10) | 15 (15)            | 20 (20)  |
| 1/2 финала    | 6 (6)   | 8 (8)              | 10 (10)  |
| 1/4 финала    | 2 (0)   | 3 (0)              | 4 (0)    |
| 2 круг        | 1       | 1                  | 1        |
| 1 круг        | 0 (0)   | 0 (0)              | 0 (0)    |

| Призовой фонд | 10,000 | 10,000 | 15,000 | 15,000 |
| Призовой фонд | О      | П      | О      | П      |
| ------------- | ------ | ------ | ------ | ------ |
| Победа        | 1300   | 630    | 1950   | 945    |
| Финал         | 900    | 330    | 1350   | 495    |
| 1/2 финала    | 480    | 260    | 720    | 390    |
| 1/4 финала    | 290    | 180    | 435    | 270    |
| 2 круг        | 200    | -      | 300    | -      |
| 1 круг        | 117,5  | -      | 176,25 | -      |